# Amphinemura gritsayae
Amphinemura gritsayae är en bäcksländeart som först beskrevs av Zhiltzova 1971.  Amphinemura gritsayae ingår i släktet Amphinemura och familjen kryssbäcksländor. Inga underarter finns listade i Catalogue of Life.